# Ude af takt
Ude af takt er en kortfilm instrueret af Anna Nørskov Henriksen efter manuskript af Ida Åkerstrøm Knudsen.